# Cserpes Laura
Cserpes Laura (Debrecen, 1988. július 13. –) magyar énekesnő.

## Élete
Gyermekkorát Kapuváron töltötte. 1999-2007 között a helyi Felsőbüki Nagy Pál Gimnázium tanulója volt. Először a Megasztárban tűnt fel, de leginkább az Eurovíziós Dalfesztivál magyarországi előválogató műsorában ismerhette meg a közönség 2013-ban, ahová az Élj pont úgy! című dalával nevezett és a döntőig jutott el.
2013. december 10-én, a JOY Magazin terjesztésében megjelent első nagylemeze. 2014-ben ismét bekerült a nemzeti dalválasztó show-ba, de ezúttal az elődöntőben kiesett Úgy szállj! című dalával. Szerepelt a TV2 Nagy Duett című műsorában, ahol Gesztesi Máté volt a partnere és az 5. helyet szerezték meg. Ebben az évben Laura még egy VIVA-COMET jelölést is megnyert.
A véletlenül szándékos című filmben kapta első jelentősebb filmszerepét, melyben a főszereplőt alakította, valamint ő énekelte a főcímdalt is.

### Magánélete
Édesapja Cserpes István, a kapuvári Cserpes Sajtműhely tulajdonosa.
2010 nyarán összeházasodott Fekete Dáviddal, akitől két év után elvált. Rövid ideig együtt élt Berki Krisztiánnal, később Gyurta Dániellel.
2024 nyarán újra megházasodott.

## Diszkográfia

### Albumok
- Úgy szállj! (2014)
- Sztereotípia (2016)

### Kislemezek
- Egy nap (2011) (Fekete Dáviddal)
- Most kezdődik el (2012)
- Élj pont úgy/Live your Life (2013)
- Úgy szállj! (2013)
- S.O.S. Love (2013)
- Úgysincs Más (2014)
- Ments meg ha fáj! (2014)
- Nagy Ő (2016)
- Bábjáték (2016)
- Másik Én (2016)
- Sztereotípia (2016)
- Nekem Te (2016)
- Szabadon (2017)
- Stereotype (2017)
- Hideg Ölelés (2017)
- Őszintén (2018)
- Minden Más (2018)
- Csoda érzem (2019)
- Te vagy a karácsony (2020)
- Szabadon lélegzem (2023)
- Mondd, hogy nem kell többé (2023)
- Love Game (2024)

## Sorozat és filmszerepei
- Barátok közt (2011)
- Korhatáros szerelem (2017)
- Keresztanyu (2021–2022)